# バンブー柚子
バンブー柚子（1997年10月30日 - ）は、日本の女性ファッションモデル。ボン イマージュ所属。

## 略歴
父がフランス人、母が日本人。両親共にシェフ。父は、『料理の鉄人』（フジテレビ）のザリガニ対決にも出演した。
モデルとしては、LIMMEL LONDON広告はじめ、雑誌やファッション・スポーツブランのLOOKなど様々なジャンルで活躍。『5時に夢中!』（TOKYO MX）へも生出演を果たした。
他、イベントでのDJとしても活動している。

## 出演
TV
- 『5時に夢中!』（TOKYO MX）／黒船特派員

CM
- サムスン Galaxy
- 日本マクドナルド「マックシェイク ヨーグルト味」

雑誌
- VOGUE TAIWAN
- ゼクシィ Premier
- Fine
- Nail UP!
- ファッション販売

WEB
- ムラサキスポーツ
- KIKONAS
- COLLAGE
- MURUA
- EVRIS
- at scelta
- STUDIOS
- JEANASIS
- marjour
- TOP LOG

AD
- LIMMEL LONDON
- Ravijour
- グンゼ「Tuche」
- EDWIN
- MINX
- マルイ
- 本間ゴルフ
- Ranan
- NISSEN
- LOWYA

SHOW
- GirlsAward
- SHIMA SHOW